# Cath Roberts
Cath Roberts (* 11. Oktober 1983 in Leicester) ist eine britische Jazz- und Improvisationsmusikerin (Alt- und Baritonsaxophon, Komposition).

## Leben und Wirken
Cath Roberts wuchs in Northamptonshire auf; mit neun Jahren beschloss sie, Saxophon zu lernen. Bis zur Klasse 8 hatte sie Unterricht in klassischem Saxophon und Oboe. Als Jugendliche schloss sie sich dem County Music Service an. Dort kam sie zum ersten Mal mit Bigbands in Kontakt, und während ihres Studiums der Englischen Literatur an der Warwick University spielte sie weiterhin in der Big Band der Hochschule. In Warwick begann sie in kleinen Jazzgruppen zu spielen, die mit der Big Band verbunden waren. Sie wechselte dann zum Goldsmiths’ College, um im Master-Studiengang Kulturwissenschaften zu studieren. Während ihrer Zeit am Goldsmiths’ spielte sie weiterhin in Soulbands und einigen Jazzgruppen. In dieser Zeit kristallisierte sich heraus, dass sie hauptberuflich Musikerin werden wollte, und sie bewarb sich an der Guildhall School of Music and Drama, an der sie 2009 als Teilzeitstudentin in den Guildhall Master-Jazzstudiengang aufgenommen wurde.
Mitte 2011 gründete Roberts die Band Quadraceratops, besetzt mit vier Bläsern. Nach einer Tour nach Manchester, bei der sie im Veranstaltungsort Freedom Principle gastierten, bekam die Gruppe Gelegenheit beim London Jazz Festival aufzutreten; 2014 erschien das Debütalbum von Quadraceratops (Efpi).
Seitdem ist Roberts Mitglied mehrerer Gruppen, darunter Madwort Sax Quartet, Anton Hunters Article XI, MoonMot und Alex Wards Item 10. Sie hat ein langjähriges Duo mit dem Gitarristen Anton Hunter namens Ripsaw Catfish und arbeitet regelmäßig mit Tullis Rennie zusammen, des Weiteren mit Otto Willberg, Benedict Taylor, Alex Bonney, Seth Bennett und Dirk Serries. Cath leitet das Bandprojekt LUME gemeinsam mit Dee Byrne, produziert seit 2013 Konzerte, Tourneen und Festivals und veröffentlicht Musik auf dem Luminous-Label. Mit Tom Ward und Colin Webster organisiert sie BRÅK, eine Reihe improvisierter Musik, die in Brockley im Südosten Londons stattfindet. 2016 entstanden Aufnahmen mit Caroline Kraabel (LAST1/LAST2); außerdem nahm sie mit den Formationen Favourite Animals, Impetus Group, Moonmot, Ripsaw Catfish, Saxoctopus, Sloth Racket, Word of Moth und dem London Improvisers Orchestra (zu hören auf Charlotte Keeffes Right Here, Right Now, 2021), auf. 2021 spielte Roberts mit Olie Brice das Album Conduits (Relative Pitch) ein. Mit dem Olie Brice Octet ist sie auch auf dessen Album Fire Hills (2022) zu hören.

## Diskographische Hinweise
- Cath Roberts Large Ensemble: Cath Roberts Live at Lancaster Jazz Festival 2016 (2016), u. a. mit Julie Kjær
- Cath Roberts & Rachel Musson: Duo Set at BRAK, May 2018 (2020)
- Cath Roberts & Benedict Taylor: Duo Set at the Horse Improv Club, September 2018 (2020)
- Cath Roberts & Corey Mwamba & Olie Brice: Trio Set At Lume, April 2016 (2020)
- Cath Roberts & Seth Bennett: Duo Set at V22 Louise House, August 2016 (2020)
- Cath Roberts & Johnny Hunter: Duo set at BRÅK, November 2019 (2020)
- Tom Ward, Cath Roberts, Olie Brice, Johnny Hunter: Spinningwork (2021)
- Cath Roberts & Sam Andreae: Miaow Argument (2021)
- Colin Webster Large Ensemble: First Meeting (2023)